# Santa Lucia in Silice (titre cardinalice)
La diaconie cardinalice de Santa Lucia in Silice (ou in Orphea) fait partie des sept diaconies originelles, ce qui est confirmé par le pape Sylvestre Ier vers 314. La diaconie est rattachée par le pape Agathon à partir d'environ 678 à l'église Santa Lucia in Selci. La diaconie est supprimée en 1587 par le pape Sixte V.

## Titulaires
- Stefano (1099- circa 1123)
- Stefano (1125- avant 1143)
- Cencio Savelli, c.r.l. (1192-1201)
- Rainiero (1213-1217 ou 1221)
- Francesco Napoleone Orsini (1295-1312)
- Gaillard de la Motte (ou de la Mothe), (1316-1356)
- Philibert Hugonet (1473-1477)
- Georg Hesler (ou Kesler) (1477-1482)
- Hélie de Bourdeilles, o.m. (1483[2]-1484)
- Hippolyte Ier d'Este (1493-1520)[1]
- Vacance (1520-1540)
- Giacomo Savelli (1540-1543)[1]
- Ranuccio Farnese (1546)[1]
- Vacance (1546-1551)
- Alessandro Campeggio (1551-1554)[1]
- Johann Gropper (1556-1559)[1]
- Innico d'Avalos d'Aragona, o.s. (1561-1563)[1]
- Luigi d'Este (1563-1577)[1]
- Vacance (1577-1587)
- Diaconie supprimée en 1587